# Litsea biflora
Litsea biflora H.B. Cui – gatunek rośliny z rodziny wawrzynowatych (Lauraceae Juss.). Występuje naturalnie w południowych Chinach – w południowo-wschodniej części Tybetu. 

## Morfologia
PokrójZimozielone drzewo dorastające do 8 m wysokości. Gałęzie są nagie.
LiścieNaprzemianległe. Mają kształt od eliptycznego do owalnego. Mierzą 9–17 cm długości oraz 3–6,5 cm szerokości. Nasada liścia jest klinowa. Blaszka liściowa jest o spiczastym wierzchołku. Ogonek liściowy jest nagi i dorasta do 8–14 mm długości.
KwiatySą niepozorne, jednopłciowe, zebrane po 2–3 w baldachy, rozwijają się w kątach pędów. Okwiat jest zbudowany z 6 listków o owalnym kształcie i żółtej barwie. Kwiaty męskie mają 12 pręcików.
OwoceMają elipsoidalny kształt, osiągają 9 mm długości i 5 mm szerokości.

## Biologia i ekologia
Roślina dwupienna. Rośnie w wiecznie zielonych lasach. Występuje na wysokości od 1900 do 2300 m n.p.m. Kwitnie od marca do kwietnia, natomiast owoce dojrzewają od lipca do sierpnia.